# Socket AM4

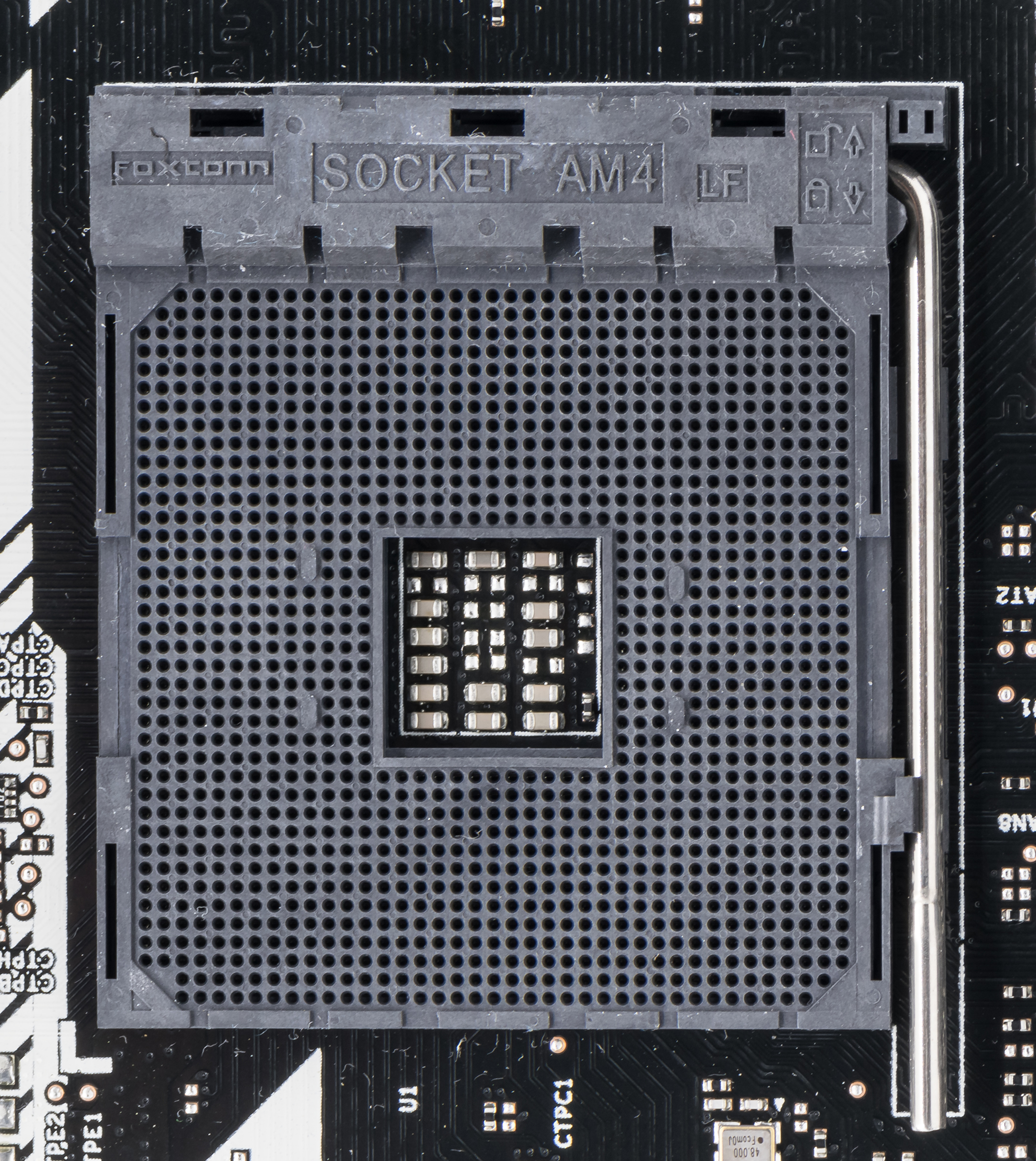
Socket AM4

Socket AM4 je procesorová patice, představená společností AMD v roce 2016 pro mikroprocesory založené na architekturách ZEN (Zen, Zen+, Zen 2, Zen 3) a Excavator. Uvedena na trh byla jako náhrada předchozích patic AMD (AM3+, FM2+, AM1 a FS1b). 
Socket AM4 je typu PGA (Pin grid array) a je prvním konektorem společnosti, který podporuje RAM standardu DDR4, PCIe 3.0 a 4.0. Platforma je sjednocená pro vysoce výkonné systémy bez vestavěného grafického jádra a APU. 
Patice AM4 má tvar čtverce s délkou strany 40 mm a má 1331 otvorů (kontaktů) pro připojení CPU, uspořádaných jako mřížka 39 × 39, s průřezem 13 × 13 ve středu mřížky. Kromě toho, jsou v rozích mřížky zapojeny 13 otvorů a v blízkosti středu jsou zapojeny 8 otvorů. AM4 je patice nulové síly vkládání, která používá páku k udržení procesoru a zajištění dobré konektivity mezi kolíky procesoru a kontakty patice. 
Patice AM4 byla představena pro sjednocení rozličných patic AMD do jediné, která by mohla jednat jako jedna patice pro podporu dopadu AMD na trh stolních počítačů a poskytnout společnosti platformu pro kreativitu a zlepšování.
Zavedení AM4 v roce 2016 skutečně představilo AMD jako vážného konkurenta pro Intel v oblasti CPU pro stolní počítače. Patice AM4 byla nasazena pro první generaci procesorů Ryzen v únoru roku 2017.

## Chlazení
Socket AM4 má 4 otvory pro umístěni chladiče na základní desce, který má být umístěn v rozích obdélníku 54 × 90 mm. I když se velikost patice nezměnila, rozměry držáků chladiče se pro AM4 změnily ve srovnání s předchozími paticemi AMD. Rozměry pro AM4 jsou 54 × 90 mm, zatímco předchozí patice měli 48 × 96 mm. Některé ze starších chladičů by však mohly být znovu použity. Výrobci základních desek a chladičů nabízejí různá řešení pro možnost použiti starších chladičů, jako je poskytování držáků chladiče nebo portů chladiče v obou rozměrech.

## Kompatibilita
Patice je podporována základními deskami, které mají jeden z následujících čipsetů: A320, B350, X370, B450, X470, A520, B550, X570. Patice AM4 je určena pro procesory AMD A-Series, Athlon X4, Bristol Ridge a Ryzen 1000, 2000, 3000, 4000 a 5000. Neexistují žádné procesory od jiných výrobců než AMD, které jsou kompatibilní s patici AM4.  
Charakteristiky čipsetů, podporovaných AM4:
| Název Čipsetu | USB       | USB     | Maximální počet SATA portů | PCIe           | PCIe | Generace PCIe                       | Počet PCIe linek (Celkem/Použitelných) | Možnost Overclockingu |
| Název Čipsetu | Počet USB | USB 3.2 | Maximální počet SATA portů | Grafická karta | NVMe | Generace PCIe                       | Počet PCIe linek (Celkem/Použitelných) | Možnost Overclockingu |
| ------------- | --------- | ------- | -------------------------- | -------------- | ---- | ----------------------------------- | -------------------------------------- | --------------------- |
| X570          | 16        | 12      | 14                         | 1x16/ 2x8      | 1x4  | PCIe 4.0                            | 44/36                                  | Ano                   |
| B550          | 14        | 6       | 8                          | 1x16/ 2x8      | 1x4  | PCIe 4.0 (Jen grafická karta, NVMe) | 38/30                                  | Ano                   |
| A520          | 13        | 5       | 6                          | 1x16           | 1x4  | PCIe 3.0                            | 34/26                                  | Ne                    |
| X470          | 18        | 2       | 10                         | 1x16/ 2x8      | 1x4  | PCIe 3.0                            | 40/32                                  | Ano                   |
| B450          | 14        | 2       | 6                          | 1x16           | 1x4  | PCIe 3.0                            | 36/28                                  | Ano                   |
| X370          | 18        | 2       | 10                         | 1x16/ 2x8      | 1x4  | PCIe 3.0                            | 40/32                                  | Ano                   |
| B350          | 14        | 2       | 6                          | 1x16           | 1x4  | PCIe 3.0                            | 36/28                                  | Ano                   |
| A320          | 13        | 1       | 6                          | 1x16           | 1x4  | PCIe 3.0                            | 32/24                                  | No                    |